# John Miles
John Miles (Londres, 14 de junho de 1943 – Norfolk, 8 de abril de 2018) foi um engenheiro e automobilista de corridas britânico de Fórmula 1 nascido na Inglaterra. Estreou no GP da França de 1969 pela equipe Lotus. Participou de 12 grandes prêmios, marcando dois pontos com o 5º lugar no GP da África do Sul de 1970. 
Filho do ator Bernard Miles, era formado em engenharia mecânica, especializado em chassis automotivos, e após a sua aposentadoria do esporte, foi consultor de componente e peças automotivas para fabricantes de automóveis e equipes de competição.